# REBIRTH 〜女神転生〜
「REBIRTH 〜女神転生〜」（リバース〜めがみてんせい〜）は、田村ゆかりのキャラクターソングである。田村ゆかりのポリグラム時代の3rdシングル。

## 概要
表題曲「REBIRTH 〜女神転生〜」は、PVが制作されているが、商品化されていない。
2015年、ポリグラム時代の楽曲を集めたアルバム『Early Years Collection』にデジタルリマスターされ再収録された。

## 収録曲
（全作詞：三枝翔／全作曲・全編曲：山口一久）
1. REBIRTH 〜女神転生〜
  - テレビアニメ『デビルマンレディー』第1話-第17話、第25話・第26話エンディング主題歌
2. DAYDREAM
3. REBIRTH 〜静寂からの余想〜
  - 「REBIRTH 〜女神転生〜」のアレンジバージョン。
4. REBIRTH 〜女神転生〜（カラオケ）